# デルタグリーン
デルタグリーン (Delta Green) は、シアトルのゲームハウスPagan PublishingのAdam Scott Glancy、Dennis Detwiller、John Scott Tynes（通称Delta Green Partnership）が制作したクトゥルフの呼び声が舞台となるロールプレイングゲーム。日本語には翻訳されていない。

## 解説

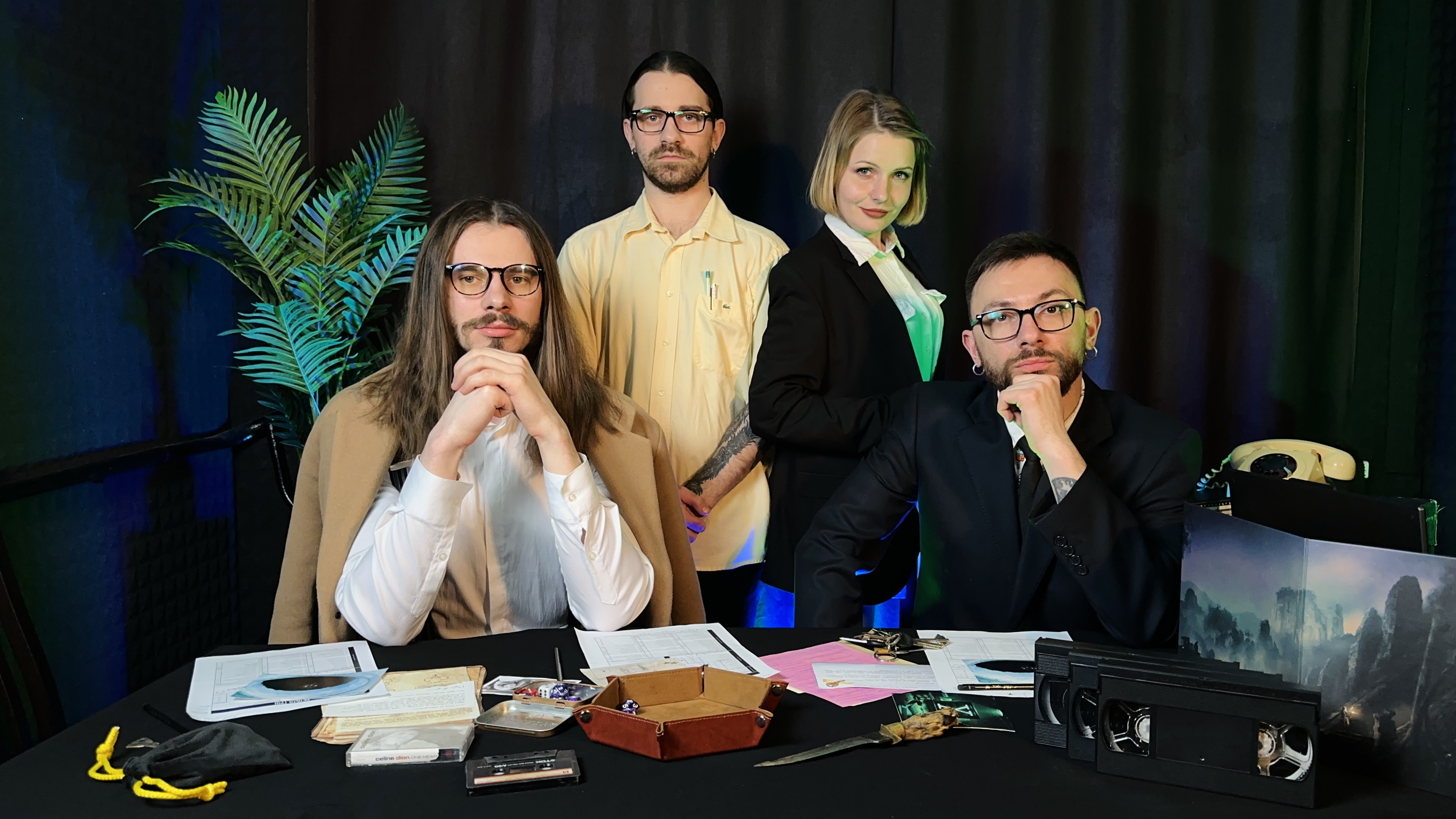
デルタ・グリーンセッション中のウクライナのActual Playチーム「Myth Hunters」

現代を舞台に、超常現象やエイリアンの脅威からアメリカを守ることを使命とする極秘組織「デルタグリーン」を中心に展開する。デルタグリーンは、クトゥルフの呼び声に登場するクトゥルフ神話という古典的な設定を、陰謀小説と融合させている。
2011年8月、Arc Dream Publishing社とDelta Green Partnershipは、スタンドアロンのデルタグリーンロールプレイングゲームの開発を発表した。2015年に資金調達を開始し、2016年には「エージェント・ハンドブック」、2018年には「ハンドラー・ガイド」が発売された。また、Arc Dream PublishingはPelgrane Pressと提携し、2018年にガムシャラシステムを用いた前日譚「The Fall of DELTA GREEN」を発売した。

## 前書き
デルタグリーンは、1990年代半ばに始まり、その後断続的に更新されていく現代の設定である。ゲームは、H.P.ラヴクラフトの『インスマスを覆う影』に登場するマサチューセッツ州インスマスの町を秘密裏に襲撃した後、アメリカ政府が創設した架空の秘密組織を中心に展開されている。組織名は、第二次世界大戦中のコードネームに由来する。
デルタグリーンのエージェントは、FBI、ATF、CIA、CDC、DEAなど幅広い分野で採用され、他の米国政府機関に潜入して活動している。デルタグリーンは、1960年代から1980年代の間に、カンボジアでの悲惨な作戦と、レーガン時代のライバルであるマジェスティック12による、表向きは「グレイ」との「取引」を経て、暴走したと思われる。デルタグリーンは、クトゥルフ神話の生物の侵略だけでなく、その力を武器にしようとする人間も封じ込めなければならない。
2016年版では、歴史を2010年代に進めている。2001年9月11日の同時多発テロは、デルタグリーンやマジェスティック12をはじめとする諜報機関に大きな影響を与え、組織が再編されている。一方、「The Fall of DELTA GREEN」は、1960年代を舞台にしたスピンオフ作品である。冷戦時代、特にインドシナやベトナム戦争でのデルタグリーンの活動に焦点を当て、組織の元々の解散のきっかけとなった運命的な作戦の前に描かれている。
1993年初めにPagan Publishingが作成したクトゥルフの呼び声のファンジンであるThe Unspeakable Oathの第7号で紹介された。その4年後には「デルタグリーン」のサプリメントが登場し、独自のサプリメントや小説が数多く生まれました。その前提は『X-ファイル』に似ている（ただし、『デルタグリーン』のオリジナル版は『X-ファイル』よりも1年近く先行している）。どちらも連邦政府のアルファベットスープのような民間伝承、UFO陰謀論、その他の現代的な伝説を利用している。
デルタグリーンは、超常的な犯罪やホラーを組織的に捜査するための基礎となるもので、最初のプロットを設定し、プレイヤーの動機や任務遂行に必要なリソースを提供する。また、発狂したり殺されたりしたキャラクターの代替品の供給源にもなる。デルタグリーンのエージェントは通常、神話についてほとんど知らない。シナリオや資料は米国を中心としつつ、サプリメントによっては国際的なゲームにもなる。
なお、デルタグリーンの他にクトゥルフ神話TRPGと互換性のあるシステムとなると、2022年にケイオシアム社から販売された未訳の『Rivers of London』TRPGが存在する。日本では『ロンドン警視庁特殊犯罪課』というタイトルで4巻まで翻訳されたイギリス小説が原作のTRPGで、プレイヤーは現代ロンドンで魔術を操る警察官となって、神々や妖精の巻き起こす事件を解決するローファンタジーのゲームである。新クトゥルフ神話TRPGと同じベーシック・ロールプレイングを使用したTRPGとなり、このようにデータや設定をコンバートしてクトゥルフ神話TRPGで遊ぶことができる作品はデルタグリーン以外にも海外に存在する。

## ゲーム内容
1997年のオリジナル版『デルタグリーン』は『クトゥルフの呼び声』のソースブックであり、そのため『クトゥルフの呼び声』が持っていたBasic Role-Playingのシステムを使用していた。
2016年のスタンドアロン版では、Basic Role-Playingのパーセンタイル・ダイスとクトゥルフの呼び声のメカニクスを採用し、設定に合わせた修正を導入している。プレイヤーキャラクターは「エージェント」と呼ばれ、ゲームマスターは「ハンドラー」と呼ばれる。
正気度は、キャラクターが不自然なホラーに遭遇するたびにダイスロールされるが、暴力的な状況やエージェントが無力感を感じたときにもダイスロールさる。デルタグリーンでは、エージェントの友人や家族である「ボンド」と、エージェントが戦う理由である「モチベーション」という概念が導入されている。後者はプレイヤーのキャラクター拡張ツールとして、またSANの減少を半減させることができるため、正気度を調節するメカニズムとして機能する。
プレイヤー・キャラクターは米国政府の一員であるため、装備品の入手には新しいルールがある。戦闘も、より素早く、より戦術的で、より殺伐としたものに合理化された。
「The Fall of DELTA GREEN」では、「The Esoterrorists」「Fear Itself」「暗黒神話TRPGトレイル・オブ・クトゥルー」などのペルグライン社のゲームで使用されている「ガムシャシステム」を採用している。
「Fall of DELTA GREEN」では、スタンドアロン版『デルタグリーン』で導入された新ルールに対応して、ガムシャオ式の新しいメカニズムも導入されている。「ボンドとモチベーション」は正気度システムを補完し、「正気度喪失」への対応も含まれている。「Revelation」は、「デルタグリーン」のキャラクター作成における「トラウマ的背景」と同様の働きをし、いくつかの新しい能力が追加された。

## 歴史
この設定は、1992年にPagan Publishing社の「クトゥルフの呼び声」ファンジンである「The Unspeakable Oath」の第7号に掲載されたシナリオ「Convergence」で初めて紹介され、後に「デルタグリーン」の最初のソースブックに再掲載された。このシナリオでは、クトゥルフ神話の生物と密かに戦うためのアメリカ政府内のゆるやかな組織「デルタグリーン」が紹介された。「Convergence」の後には、「Transference」という続編がサイバーパンク2020のファンジン「The Interface」のVolume 2 Issue 2に掲載されたが、後に出版された資料ではこのシナリオは無視されている。
その後、Pagan Publishing社がこの設定を拡大し、1997年には「デルタグリーン」ソースブックが出版された。
2006年5月1日、Pagan Publishing社のホームページが更新され、デルタグリーンの新発売が遅れている理由と、Gen Con Indyに間に合うようにd20版のゲームが発売される予定であることが発表されました。いくつかの展示会用のコピーはあったものの、ほとんどのコピーが「まだ中国から出荷されていない」ため、一般に販売できるコピーはありませんでした。2007年5月の時点で、1997年に出版された本にD20のルールを追加したものがようやく復刻され、店頭で販売されるようになった。
2007年11月、「デルタグリーン・アイズ・オンリー(Delta Green: Eyes Only)」の3冊のサプリメントに追加資料を加えたハードカバーの編集版が発売されました。この本はアークドリーム出版の協力を得て出版されました。2008年2月には1,000部が完売した。ハードカバー版の「デルタグリーン・アイズ・オンリー(Delta Green: Eyes Only)」のハードカバー版は、Origins Award of Best Roleplaying Supplement of 2007の最終選考に残った。2008年9月にはソフトバック版が発売され、小売店でも販売されています。
Pagan Publishing社とArc Dream Publishing社は、2008年半ばに新しいシステムの「デルタグリーン」の制作を開始しました。2010年6月にハードカバーの限定版が発売され、続いてソフトカバーの小売版が発売された。2011年8月の時点で、ハードカバーの限定版は1,000部すべてが完売しました。2011年8月、『デルタグリーン：ターゲット・オブ・オポチュニティ(elta Green: Targets of Opportunity)』は、エニー賞のベスト・ライティング賞とベスト・アドベンチャー賞の銀賞（2位）を受賞しました。
アークドリーム出版は、小説「デルタグリーン」の電子書籍版を発売しました。2011年1月には「デルタグリーン：敵に奪われて(Delta Green: Denied to the Enemy)」の電子書籍版を発売しました。
2015年10月29日現在、Arc Dream PublishingによるKickstarterキャンペーンでは、デルタグリーンの新製品シリーズに資金を提供し、この設定をスタンドアローンのロールプレイングゲームに変換しました。2016年2月26日には、クイックスタートのルールブック『デルタグリーン：知っておくべきこと(Delta Green: Need to Know)』が無料でダウンロードできるようにリリースされ、その後すぐに『エージェント・ハンドブック(Agent's Handbook)』が2016年4月27日にリリースされました。『ハンドラーズ・ガイド(Handler's Guide)』は2017年10月31日にPDFでリリースされ、2018年3月8日には、アークドリーム社からリリースされた他のいくつかの『デルタグリーン』のアドベンチャーをまとめて、1冊だけの『デルタグリーン』がリリースされました。『ナイトオペラ(A Night at the Opera)』には、アドベンチャー『Reverberations』、『Viscid』、『Music from a Darkened Room』、『Extremophilia』、『Star Chamber』、『Observer Effect』が収録されています。
2018年2月、Pelgrane Press社は、2015年のキックスターターで資金調達したベトナム時代のゲーム『The Fall of DELTA GREEN』を、『Delta Green's Basic Role-Playing』のGUMSHOE対抗馬として発売した。
2018年7月9日、復帰した共同制作者のジョン・タインズは、『デルタグリーン』の資金調達のためにキックスターターのキャンペーンを開始しました。『ラビリンス(The Labyrinth)』は、"キャンペーンの恐怖を深めるための新たな脅威、味方、謎 "を含む新しいソースブックです。2019年11月12日にPDFで、2020年7月29日にフィジカルフォーマットで発売されました。
2018年、デルタグリーンは6つのENnies賞を受賞しました。
2019年4月18日、ソースブック『デルタグリーン』が発売されました。ATF、NSA、ブーズ・アレン・ハミルトン、米国沿岸警備隊など、米国政府のために働く連邦法執行機関、諜報機関、軍事機関、民間契約機関など、『エージェント・ハンドブック(Agent's Handbook)』には登場しなかった連邦機関や関連職種の情報を収録した『コンプレックス(The Complex)』が発売されました。その後、4月24日には、シナリオ集「デルタグリーン：コントロールグループ(Delta Green: Control Group)』のシナリオは、プレイヤーとそのキャラクターの両方にとって入門的なものとなっており、シナリオにはデルタグリーンの陰謀に参加していない既成のキャラクターが使用されている。2020年には『 ブラックサイト(Black Sites)』が発売されました。『ナイトオペラ(A Night at The Opera)』と同様に、これまでPDFやペーパーバックでしか入手できなかったシナリオをハードカバーで収録しています。
2021年1月25日には『デルタグリーン：不可解な風景(Delta Green: Impossible Landscapes)』が発売されました。これはデルタグリーン初の長編キャンペーンで、ハスター、黄衣の王、 カルコサを中心に、シュールなホラーに大きく焦点を当てています。
2021年8月10日、アークドリーム社は「デルタグリーン：陰謀(The Conspiracy)」という新たなキックスターターのキャンペーンを開始しました。このプロジェクトは、オリジナルの『デルタグリーン』ソースブック（現在は『デルタグリーン：陰謀(Delta Green: The Conspiracy)』と改題されています）のアートやレイアウトを一新し、新版のルールに合わせて再リリースするものです。このキャンペーンは成功を収め、過去のどのキャンペーンよりも多くの513,158ドルを集めました。このキャンペーンでは、オリジナルのソースブックの他に、Pagan Publishing社のオリジナルラインのソースブックの残りの部分にも資金が投入されました。『デルタグリーン：カウントダウン(Delta Green: Countdown)』（『デルタ・グリーン：ミレニアム(Delta Green: The Millennium)』）と『デルタグリーン：アイズオンリー(Delta Green: Eyes Only)』（『デルタ・グリーン マシネーション(Delta Green: Machinations)』）です。『デルタグリーン：ターゲットオポチュニティ(Delta Green: Targets of Opportunity)』は2冊の本に分かれました。「レガシー(Legacies)」にはブラックコッド島、M-EPIC、ワームの弟子、デモンテ一族の章が、「トランセンデンス(Transcendence)」にはカルト・オブ・トラスケンデンスの章が収録されている。オリジナルのソースブックに収録されているシナリオは、新しいソースブックと一緒には発売されませんが、その代わりにペーパーバックとして別々に発売され、さらにハードカバーの「デルタグリーン：インカージョン(Delta Green:Incursions)」という1冊の本にまとめられます。「デルタグリーン：エージェンシー(Delta Green: Agencies)」には、「デルタグリーン(Delta Green)」と「デルタグリーン:カウントダウン(Delta Green: Countdown)」の別冊に掲載されている米国および国際機関が含まれます。唯一の新資料は、「デルタグリーン：ショットガンシナリオ(Delta Green: Shotgun Scenarios)」です。「ショットガン・シナリオ」とは、他の大規模なキャンペーンやシナリオに組み込むことができる、短い独立したシナリオのことです。

## 出版物
日本語には翻訳されていない。

## ライセンス
デルタグリーンのライセンスに関しては、アメリカのデルタグリーンの公式サイトで質疑応答がなされている。
デルタグリーンの資料や素材をオンライン上の個人のウェブサイト、ポッドキャスト、ビデオ、その他のメディアで非商業利用することを推奨している。
デルタグリーンの本やダウンロードを販売することはできない。また、デルタグリーン・パートナーシップの書面による明確な許可なく、デルタグリーンの商標や所有物の一部を商業出版物や販促物に使用することは許可されていない。 

## 反応
「Arcane」1997年3月号（17号）で、アンディ・ブッチャーは、"本の最初のページから、デルタグリーンが本当に特別なものであることは明らかだ "と述べています。ブッチャー氏はこの本を「豊かなディテール、複雑なプロット、素晴らしい想像力」と褒めている。その結果、「本当に感動的なものになっている」と褒めています。最後に、10点満点中9点の素晴らしい評価を与え、「あらゆるゲームシステム用に発売されたソースブックの中で、最も大きく、最も詳細で、最も良いアイデアを持った刺激的なソースブックの一つ。現代のキャンペーンを考えているクトゥルフの呼び声のレフリーには絶対に必要であり、そうでない人にも強くお勧めする」と述べている。
『Dragon』誌1998年7月号（249号）で、Ray Winningerはデルタグリーンを "これまでに出版された中で、最も豊富で、最も詳細で、最も完全なソースブックの一つ "と評した。Winninger氏は、この本が "ラヴクラフトの不気味な神話と現代のUFOや陰謀のフォークロアをうまく融合させ、独自の魅力的なハイブリッド設定を生み出している "と評価している。Winninger氏はこの本に6点満点の評価を与え、「この本には、キーパーが期待しうるすべての資料が含まれており、そのすべてが一流である。イラストは素晴らしく親切であり、収録されているアドベンチャーは一流であり、価格は驚くほどリーズナブルである。クトゥルフの呼び声のファンにとって、『デルタグリーン』は必須購入である。それ以外の人にとっても、一見の価値はあるだろう。」
「Backstab」3号では、Stéphane Bura氏が「ロールプレイング製品で、その脅威に直面してこれほどまでに絶望感や無力感を感じたことはめったにない」と書いています。最後に、10点満点の評価をつけ、「普段、現代のロールプレイングゲームをプレイしない人でも、とにかくこのサプリメントを買ってください。これは数年先までのレベルを決める必見の商品だ。」

## 受賞歴
オリジン賞とENnie賞の受賞歴がある。

## 関連リンク
- 公式ウェブサイト
- 公式ウェブサイト(日本)
- クトゥルフ神話
- クトゥルフの呼び声 (TRPG)
- ロンドン警視庁特殊犯罪課
- ハワード・フィリップス・ラヴクラフト
- ケイオシアム